# Ouse Valley Viaduct
Das Ouse Valley Viaduct, auch Balcombe Viaduct genannt, ist eine aus Ziegeln gemauerte Eisenbahnbrücke in West Sussex, England, welche die Eisenbahnstrecke London–Brighton über den Fluss Ouse führt. Sie liegt zwischen Haywards Heath im Süden und Balcombe (West Sussex) im Norden. Der 1841 eröffnete Viadukt ist 450 m lang, 29 Meter hoch und heute ein Grade-II*-geschütztes Bauwerk.

## Konstruktion

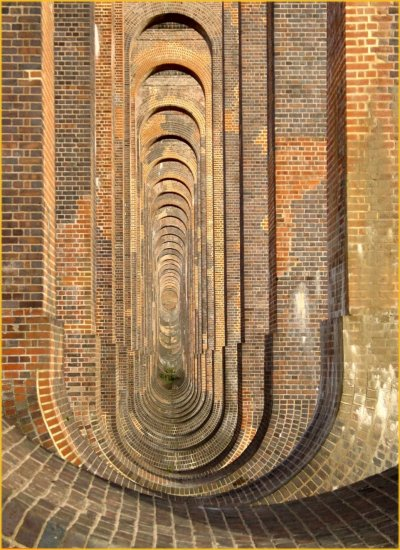
Blick durch die Öffnungen in den Pfeilern

Das Ouse Valley Viaduct besteht aus 37 Rundbögen von je 9,1 Metern Spannweite auf 36 Pfeilern. Um die Zahl der benötigten Ziegelsteine zu verringern, wurde jeder Pfeiler mit einer bogenförmigen Öffnung versehen. Beim Bau wurden insgesamt 11 Millionen kleinformatige Ziegel, die aus den Niederlanden importiert und per Schiff über den River Ouse angeliefert worden waren, im Blockverband vermauert.
Die massiven Widerlager an den Enden des Viadukts tragen jeweils vier mit Stein verkleidete Ziertürmchen mit quadratischem Grundriss. Ebenfalls aus Stein bestehen die Balustraden, die die Brücke zu beiden Seiten begrenzen.
Das Viadukt wurde 1996 restauriert, unter anderem mit Mitteln des Railway Heritage Trust und von English Heritage.

## Nachweise
1. ↑  Geoffrey Body: Railway of the Southern Region. Patrick Stephens, 1989, ISBN 1-85260-297-X. p.141.
2. ↑  Richard Tinker: Trusting in Trusts: The Railway Heritage Trust: conservation and change. Railway Heritage Trust, archiviert vom Original am 3. September 2003; abgerufen am 8. August 2016.  Info: Der Archivlink wurde automatisch eingesetzt und noch nicht geprüft. Bitte prüfe Original- und Archivlink gemäß Anleitung und entferne dann diesen Hinweis.
3. ↑   OUSE VALLEY RAILWAY VIADUCT THE OUSE VALLEY RAILWAY VIADUCT List entry Number: 1366101. Historic England, abgerufen am 8. August 2016.
4. ↑  John Howard Turner: The London Brighton and South Coast Railway 1 Origins and formation. Batsford, 1977, ISBN 0-7134-0275-X. S. 124